# Holly Springs, Mississippi
Holly Springs là một thành phố thuộc quận Marshall, tiểu bang Mississippi, Hoa Kỳ. Năm 2010, dân số của thành phố này là 7 699 người.

## Dân số
- Dân số năm 2000: 7 957 người.
- Dân số năm 2010: 7 699 người.